# Cinara glacialis
Cinara glacialis är en insektsart som beskrevs av Hottes 1964. Cinara glacialis ingår i släktet Cinara och familjen långrörsbladlöss. Inga underarter finns listade i Catalogue of Life.